# Mark-Lee Kirk
Mark-Lee Kirk (Pittsburgh, 16 maggio 1895 – Los Angeles, 10 dicembre 1969) è stato uno scenografo statunitense.
Ha preso parte a oltre cinquanta film tra il 1936 ed il 1959, ricevendo tre volte (nel 1941, nel 1943 e nel 1945) la nomination agli Oscar per la migliore scenografia.

## Filmografia
- Il medico di campagna (The Country Doctor), regia di Henry King (1936)
- Everybody's Old Man, regia di James Flood (1936)
- Half Angel, regia di Sidney Lanfield (1936)
- Difendo il mio amore (Private Number), regia di Roy Del Ruth (1936)
- La moglie riconquistata (To Mary - with Love), regia di John Cromwell (1936)
- Radiofollie (Sing, Baby, Sing), regia di Sidney Lanfield (1936)
- Reunion
- Turbine bianco (One in a Million), regia di Sidney Lanfield (1936)
- Scandalo al Grand Hotel  (Thin Ice), regia di Sidney Lanfield (1937)
- Il fantasma cantante
- Una ragazza allarmante (Love and Hisses), regia di Sidney Lanfield (1937)
- Stella del Nord (Happy Landing), regia di Roy Del Ruth (1938)

- Alba di gloria (Young Mr. Lincoln), regia di John Ford (1939)

- Non desiderare la donna d'altri (They Knew What They Wanted), regia di Garson Kanin (1940)